# Distoechodon macrophthalmus
Distoechodon macrophthalmus es una especie de peces de la familia de los
Cyprinidae en el orden de los Cypriniformes.

## Hábitat
Es un pez de agua dulce y de clima tropical.

## Distribución geográfica
Se encuentran en Asia: lago Chenhai (Yunnan, la China ).